# Anthurium dwyeri
Anthurium dwyeri är en kallaväxtart som beskrevs av Thomas Bernard Croat. Anthurium dwyeri ingår i släktet Anthurium och familjen kallaväxter. Inga underarter finns listade.